# Moyie
Moyie est une municipalité située dans la province de la Colombie-Britannique, dans le sud-est.

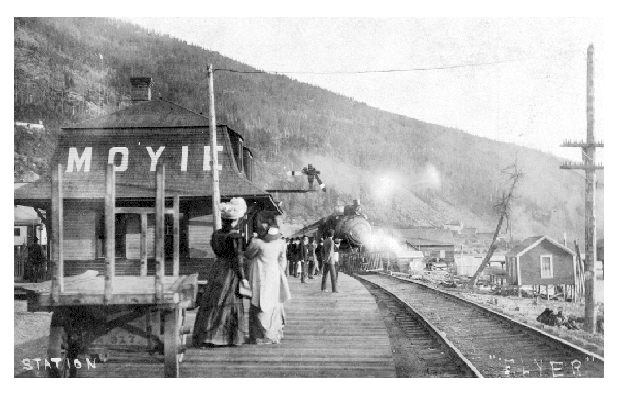
Gare du Chemin de fer Canadien Pacifique à Moyie en 1908